# 회천대교
회천대교(會川大橋)는 경상북도 고령군 대가야읍에 잇는 광주대구고속도로 상의 교량으로, 회천을 횡단한다. 교량의 길이는 대구방면 734.4m, 광주방면 730.0m이다.

## 같이 보기
- 광주대구고속도로
- 회천